# Eglaine
Eglaine (deutsch Jelowka) ist ein Dorf im Bezirk Augšdaugava im Südosten Lettlands an der Grenze zu Litauen.

## Lage
Eglaine liegt südlich der Autobahn P70, 38 km vom regionalen Zentrum Daugavpils (deutsch Dünaburg) und 11 km von der nächstgelegenen Stadt  Ilukste (deutsch Illuxt) und 220 km von Riga entfernt an der Bahnstrecke Daugavpils–Šiauliai nur wenige Kilometer von der lettisch-litauischen Grenze entfernt. Im Jahr 2022 gab es dort 346 Einwohner. Es liegt am Ufern de Flusses Eglaine stromaufwärts der Mündung des Flusses Lašupīte.
In Eglaine gibt es eine Gemeindeverwaltung (Stendera-Straße 7), eine Grundschule, eine Sanitätsstation, ein Kulturzentrum, eine Bibliothek, eine Sporthalle, ein Zentrum für Gemeindegeschichte (Gotthard-Friedrich-Stenders-Museum), ein Postamt und den Bahnhof von Eglaine. Zu den Sehenswürdigkeiten gehören die katholische Kirche von Eglaine und die lutherische Kirche von Laši.

## Geschichte

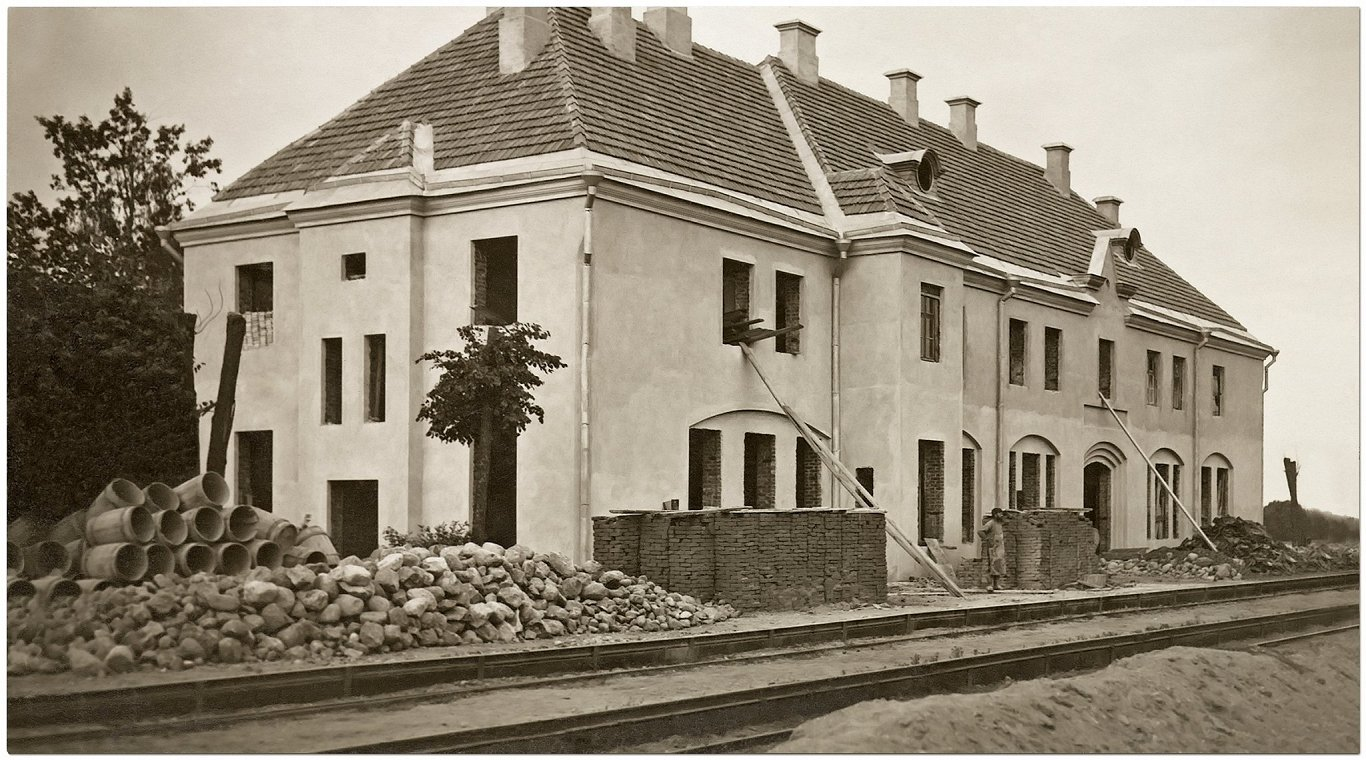
Bau des Bahnhofsgebäudes

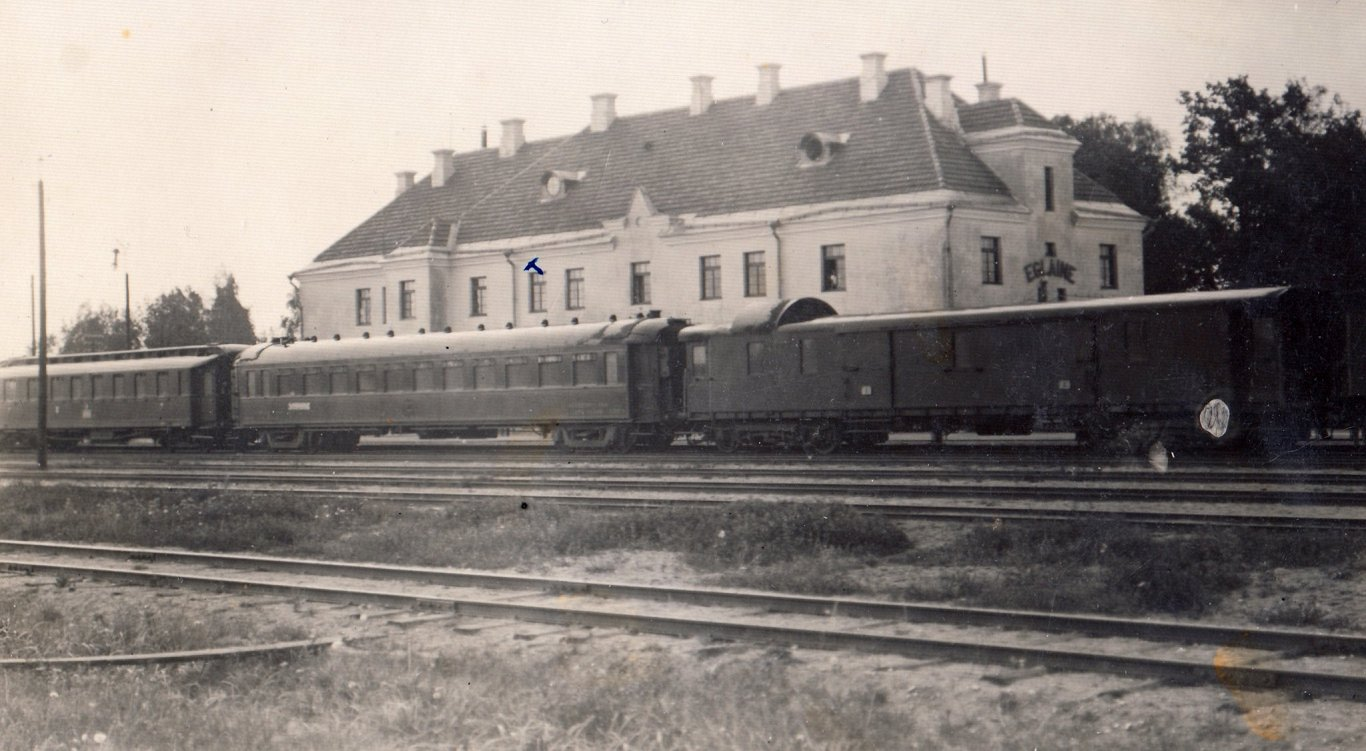
Reisezugwagen am Grenzbahnhof Eglaine

Die Siedlung (früher Jelowka genannt) entstand nach 1900 auf dem Gelände der Herrschaft Laši aufgrund des Baus eines Bahnhofs an der Bahnstrecke Daugavpils–Šiauliai. Um die deutschen Truppen an der Front während des Ersten Weltkriegs zu versorgen, wurde vom Bahnhof Eglaine aus die Schmalspurbahnen in Oberlettland gebaut. Im Jahr 1925 erhielt Eglaine den Status eines dicht besiedelten Ortes (Dorf). Die Entwicklung von Eglaine begann sich nach 1960 zu beschleunigen, als es zum Zentrum der Dorfverwaltung und des sowjetischen Bauernhofs Eglaine wurde.

## Historische Gebäude
| Bild | Bauwerk                                      | Beschreibung |
| ---- | -------------------------------------------- | --- |
|      | Bahnhof der Schmalspurbahnen in Oberlettland | Das deutsche Heer errichtete während des Ersten Weltkriegs in Jelowka (Elaine) einen Feldbahn-Bahnhof                                                                      |
|      | Feldbahn-Maschinen-Amt                       | Die Dampflokomotiven wurden im Feldbahn-Maschinen-Amt in Jelowka (Elaine) planmäßig gewartet und falls erforderlich repariert.                                             |
|      | Dampf-Sägewerk                               | Die zum Bau von Brücken und Gebäuden erforderlichen Bretter und Balken wurden vom deutschen Heer im Dampf-Sägewerk in Jelowka maschinell bearbeitet.                       |
|      | Bade- und Entlausungsanstalt                 | Die Bade- und Entlausungsanstalt in Jelowka diente der Körperhygiene. Insbesondere vor einem Heimaturlaub war eine Entlausung im Ersten Weltkrieg zwingend vorgeschrieben. |